# Список песен Ланы Дель Рей

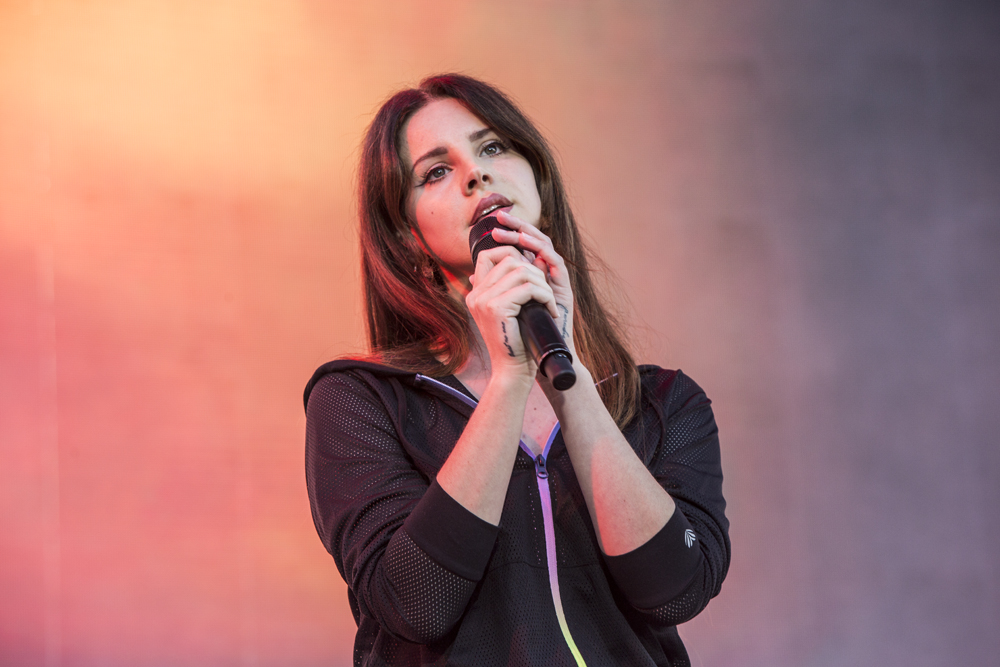
Дель Рей в 2017 году.

За свою карьеру американская певица Лана Дель Рей записала более ста песен, включая композиции из пяти студийных альбомов, четырёх мини-альбомов, трёх бокс-сетов и восемь песен для кинофильмов.
В 2008 году Дель Рей выпустила дебютный мини-альбом Kill Kill под своим настоящим именем Лиззи Грант, включавший в себя три песни, написанные самой певицей и продюсером Дэвидом Каном. В 2010 году она издала первый студийный альбом Lana Del Ray под нынешним сценическим псевдонимом. Альбом содержит тринадцать композиций. Все песни были написаны Дель Рей, а продюсером выступил Дэвид Кан.
В январе 2012 года Дель Рей выпустила мини-альбом Lana Del Rey и второй студийный альбом Born to Die, в который вошли пятнадцать песен, написанных в сотрудничестве с такими авторами, как Рик Ноуэлс, Джастин Паркер, Дэн Хит, Эмиль Хейни, Тим Ларкомбе и другие. Многие из этих авторов продолжают сотрудничать с певицей и по сей день, в частности Ноуэлс, принимающий наиболее активное участие в написании композиций Ланы. В ноябре 2012 года Дель Рей издала мини-альбом Paradise, который включал девять треков; впоследствии было выпущено переиздание альбома Born to Die — The Paradise Edition, в который также вошли песни с Paradise. В 2013 году Дель Рей и Ноуэлс написали композицию «Young and Beautiful» для фильма «Великий Гэтсби». Также певица выпустила саундтрек к собственному короткометражному фильму «Тропико».
В январе 2014 года Дель Рей записала кавер-версию песни «Once Upon a Dream» для фильма «Малефисента». В июне того же года состоялся релиз третьего альбома Ultraviolence, состоявшего из пятнадцати песен. В записи лонгплея поучаствовали авторы, ранее работавшие с исполнительницой: Дэн Хит и Рик Ноуэлс. К ним также присоединились Грег Кёрстин, Блейк Стрентен, Барри Джеймс О'Нилл и Дэн Ауэрбах. К слову Ауэрбах, в конечном счёте, стал главным продюсером пластинки Ultraviolence. В конце того же года Дель Рей и Хит записали песню «Big Eyes» к фильму «Большие глаза». Уже через несколько месяцев певица приступила к записи четвёртого альбома Honeymoon, выпуск которого состоялся в сентябре 2015 года. В альбом вошли четырнадцать песен. В записи приняли участие только Ноуэлс и его ассистент Киерон Мэнзиес. Весной того же года была записана композиция «Life is Beautiful», предназначавшаяся для фильма «Век Адалин», впоследвствии не прозвучавшая в нём. Её авторами стали Ноуэлс, Паркер и сама Дель Рей.
В июле 2017 года был выпущен пятый студийный альбом исполнительницы, получивший название Lust for Life. Список композиций пластинки включает в себя шестнадцать песен, написанных Дель Рей в сотрудничестве с Риком Ноуэлсом, Бенджамином Левином, Эмилем Хейни, Максом Мартином, Тимом Ларкомбе, Джааханом Свитом, Киероном Мэнзиесом, Ракимом Майерсом, Джорданом Картером, Мэтью Самуэльсом, Тайлером Уильямсом, Эндрю Джозефом Грэдвохл-младшим, Дином Ридом, Джастином Паркером, и исполнителями Стиви Никс и Шоном Оно Ленноном. Вдобавок, альбом включает в себя пять композиций, записанных при участии других артистов, включая The Weeknd, ASAP Rocky, Playboi Carti, Стиви Никс и Шона Оно Леннона. Lust for Life стал первым лонгплеем в дискографии Дель Рей, на котором присутствуют дуэты.

## Список песен
Синглы и промосинглы выделены жёлтым цветом. Студийные альбомы выделены синим цветом. Мини-альбомы выделены оранжевым цветом. Саундтреки и сборники выделен зелёным цветом.
| Песня                                                                   | Год            | Релиз                                                 | Автор(ы) | П                    |
| ----------------------------------------------------------------------- | -------------- | ----------------------------------------------------- | --- | -------------------- |
| «13 Beaches»                                                            | 2017           | Lust for Life                                         | Лана Дель Рей Рик Ноуэлс                                                                                            | [ 9 ]                |
| «24»                                                                    | 2015           | Honeymoon                                             | Лана Дель Рей Рик Ноуэлс                                                                                            | [ 11 ]               |
| «American»                                                              | 2012           | Paradise                                              | Лана Дель Рей Рик Ноуэлс Эмиль Хейни                                                                                | [ 12 ]               |
| «Art Deco»                                                              | 2015           | Honeymoon                                             | Лана Дель Рей Рик Ноуэлс                                                                                            | [ 11 ]               |
| «Beautiful People Beautiful Problems» (при участии Стиви Никс)          | 2017           | Lust for Life                                         | Лана Дель Рей Рик Ноуэлс Джастин Паркер Стиви Никс                                                                  | [ 9 ]                |
| «Bel Air»                                                               | 2012 2013      | Paradise                                              | Лана Дель Рей Дэн Хит                                                                                               | [ 12 ] [ 13 ]        |
| «Big Eyes»                                                              | 2014           | Big Eyes                                              | Лана Дель Рей Дэн Хит                                                                                               | [ 14 ]               |
| «Black Beauty»                                                          | 2014           | Ultraviolence                                         | Лана Дель Рей Рик Ноуэлс                                                                                            | [ 15 ] [ 16 ]        |
| «The Blackest Day»                                                      | 2015           | Honeymoon                                             | Лана Дель Рей Рик Ноуэлс                                                                                            | [ 11 ]               |
| «Blue Jeans»                                                            | 2012           | Born to Die                                           | Лана Дель Рей Эмиль Хейни Дэн Хит                                                                                   | [ 17 ] [ 18 ] [ 19 ] |
| «Blue Velvet»                                                           | 2012           | Paradise                                              | Лии Моррис Бэрни Уэйн                                                                                               | [ 12 ] [ 20 ]        |
| «Body Electric»                                                         | 2012           | Paradise                                              | Лана Дель Рей Рик Ноуэлс                                                                                            | [ 12 ] [ 13 ]        |
| «Born to Die»                                                           | 2012           | Born to Die                                           | Лана Дель Рей Джастин Паркер                                                                                        | [ 17 ] [ 18 ] [ 21 ] |
| «Brite Lites»                                                           | 2010           | Lana Del Ray                                          | Элизабет Грант | [ 3 ]                |
| «Brooklyn Baby»                                                         | 2014           | Ultraviolence                                         | Лана Дель Рей Барри Джеймс О'Нилл                                                                                   | [ 15 ] [ 22 ]        |
| «Burning Desire»                                                        | 2012           | Paradise                                              | Лана Дель Рей Джастин Паркер                                                                                        | [ 12 ] [ 23 ]        |
| «Burnt Norton (Interlude)»                                              | 2015           | Honeymoon                                             | Т. С. Элиот | [ 11 ]               |
| «Carmen»                                                                | 2012           | Born to Die                                           | Лана Дель Рей Джастин Паркер                                                                                        | [ 18 ] [ 24 ]        |
| «Change»                                                                | 2017           | Lust for Life                                         | Лана Дель Рей Рик Ноуэлс                                                                                            | [ 9 ]                |
| «Cherry»                                                                | 2017           | Lust for Life                                         | Лана Дель Рей Тим Ларкомбе                                                                                          | [ 9 ]                |
| «Chet Baker» (при участии Mando Diao)                                   | 2010           | Above and Beyond – MTV Unplugged (альбом Mando Diao)  | Густаф Норин Бьорн Дисхард                                                                                          | [ 25 ]               |
| «Coachella – Woodstock in My Mind»                                      | 2017           | Lust for Life                                         | Лана Дель Рей Рик Ноуэлс                                                                                            | [ 26 ] [ 27 ] [ 9 ]  |
| «Cola»                                                                  | 2012           | Paradise                                              | Лана Дель Рей Рик Ноуэлс                                                                                            | [ 12 ]               |
| «Cruel World»                                                           | 2014           | Ultraviolence                                         | Лана Дель Рей Блейк Стрентен                                                                                        | [ 15 ]               |
| «Dark Paradise»                                                         | 2012           | Born to Die                                           | Лана Дель Рей Рик Ноуэлс                                                                                            | [ 18 ] [ 28 ]        |
| «Dayglo Reflection» (при участии Бобби Уомака)                          | 2012           | The Bravest Man in the Universe (альбом Бобби Уомака) | Деймон Албарн Сэм Кук Лана Дель Рей Гарольд Пейни Ричард Рассел Бобби Уомак                                         | [ 29 ]               |
| «Diet Mountain Dew»                                                     | 2012           | Born to Die                                           | Лана Дель Рей Майк Дейли                                                                                            | [ 18 ]               |
| «Flipside»                                                              | 2014           | Ultraviolence                                         | Лана Дель Рей Блейк Стрентен                                                                                        | [ 15 ]               |
| «Florida Kilos»                                                         | 2014           | Ultraviolence                                         | Лана Дель Рей Дэн Ауэрбах Хармони Корин                                                                             | [ 15 ]               |
| «For K, Pt. 2»                                                          | 2010           | Lana Del Ray                                          | Элизабет Грант | [ 3 ]                |
| «Freak»                                                                 | 2015           | Honeymoon                                             | Лана Дель Рей Рик Ноуэлс                                                                                            | [ 11 ]               |
| «Fucked My Way Up to the Top»                                           | 2014           | Ultraviolence                                         | Лана Дель Рей Дэн Хит                                                                                               | [ 15 ]               |
| «Get Free»                                                              | 2017           | Lust for Life                                         | Лана Дель Рей Рик Ноуэлс Киерон Мэнзис                                                                              | [ 9 ] [ 30 ] [ 31 ]  |
| «Ghetto Baby» (при участии Шерил Коул)                                  | 2012           | A Million Lights (альбом Шерил Коул)                  | Лана Дель Рей Рой Керр Эню Пиллай                                                                                   | [ 32 ]               |
| «Gloria» (при участии Mando Diao)                                       | 2010           | Above and Beyond – MTV Unplugged (альбом Mando Diao)  | Густаф Норин Бьорн Дисхард                                                                                          | [ 25 ]               |
| «God Bless America – and All the Beautiful Women in It»                 | 2017           | Lust for Life                                         | Лана Дель Рей Рик Ноуэлс                                                                                            | [ 9 ]                |
| «God Knows I Tried»                                                     | 2015           | Honeymoon                                             | Лана Дель Рей Рик Ноуэлс                                                                                            | [ 11 ]               |
| «God Save Our Young Blood» (при участии Børns)                          | 2018           | Blue Madonna (альбом Børns)                           | Гарретт Борнс Tommy English                                                                                         | [ 33 ] [ 34 ]        |
| «Gods & Monsters»                                                       | 2012           | Paradise                                              | Лана Дель Рей Тим Ларкомбе                                                                                          | [ 12 ] [ 13 ]        |
| «Gramma (Blue Ribbon Sparkler Trailer Heaven)»                          | 2008 2010      | Kill Kill Lana Del Ray                                | Элизабет Грант Дэвид Кейн                                                                                           | [ 2 ] [ 3 ]          |
| «Groupie Love» (при участии ASAP Rocky)                                 | 2017           | Lust for Life                                         | Лана Дель Рей Рик Ноуэлс Раким Майерс                                                                               | [ 9 ] [ 35 ]         |
| «Guns and Roses»                                                        | 2014           | Ultraviolence                                         | Лана Дель Рей Рик Ноуэлс                                                                                            | [ 15 ]               |
| «Happiness Is a Butterfly»                                              | 2019           | Norman Fucking Rockwell!                              | Лана Дель Рей Джек Антонофф                                                                                         |                      |
| «Heroin»                                                                | 2017           | Lust for Life                                         | Лана Дель Рей Рик Ноуэлс                                                                                            | [ 9 ]                |
| «High by the Beach»                                                     | 2015           | Honeymoon                                             | Лана Дель Рей Рик Ноуэлс Киерон Мэнзис                                                                              | [ 11 ] [ 36 ]        |
| «Honeymoon»                                                             | 2015           | Honeymoon                                             | Лана Дель Рей Рик Ноуэлс                                                                                            | [ 11 ]               |
| «Hope Is a Dangerous Thing for a Woman like Me to Have — but I Have It» | 2019           | Norman Fucking Rockwell!                              | Лана Дель Рей Джек Антонофф                                                                                         | [ 37 ]               |
| «Hotel Sayre» (при участии Грэйга Армстронга)                           | 2013           | The Great Gatsby                                      | Грэйг Армстронг | [ 38 ]               |
| «How to Disappear»                                                      | 2019           | Norman Fucking Rockwell!                              | Лана Дель Рей Джек Антонофф                                                                                         |                      |
| «I Can Fly»                                                             | 2014           | Big Eyes                                              | Лана Дель Рей Рик Ноуэлс                                                                                            | [ 14 ]               |
| «In My Feelings»                                                        | 2017           | Lust for Life                                         | Лана Дель Рей Рик Ноуэлс                                                                                            | [ 9 ]                |
| «Is This Happiness»                                                     | 2014           | Ultraviolence                                         | Лана Дель Рей Рик Ноуэлс                                                                                            | [ 15 ]               |
| «Jump»                                                                  | 2010           | Lana Del Ray                                          | Элизабет Грант | [ 3 ]                |
| «Kill Kill»                                                             | 2008 2010      | Kill Kill Lana Del Ray                                | Элизабет Грант | [ 2 ] [ 3 ]          |
| «Live My Life» (при участии Tamarama)                                   | 2010           | Tamarama (альбом Tamarama)                            | Дэвид Кан Джей Лион Николас Поттс                                                                                   | [ 39 ]               |
| «Loaded» (в исполнении Майлза Кейна)                                    | 2018           | Coup de Grace (альбом Майлза Кейна)                   | Лана Дель Рей Майлз Кейн Jamie T                                                                                    | [ 40 ]               |
| «Love»                                                                  | 2017           | Lust for Life                                         | Лана Дель Рей Рик Ноуэлс Эмиль Хейни Бенни Бланко                                                                   | [ 41 ] [ 42 ] [ 9 ]  |
| «Lust for Life» (при участии The Weeknd)                                | 2017           | Lust for Life                                         | Лана Дель Рей Рик Ноуэлс Макс Мартин Эйбэл Тесфайе                                                                  | [ 43 ] [ 44 ] [ 9 ]  |
| «Lolita»                                                                | 2012           | Born to Die                                           | Лана Дель Рей Лиам Хоу Ханна Робинсон                                                                               | [ 18 ]               |
| «Lover's Fate» (при участии Элис БрайтСкай)                             | 2013           | Box of Me (альбом Элис БрайтСкай)                     | Элис БрайтСкай | [ 45 ]               |
| «Lucky Ones»                                                            | 2012           | Born to Die                                           | Лана Дель Рей Рик Ноуэлс                                                                                            | [ 18 ]               |
| «Magic Tree and I Let Myself Go» (при участии Грэйга Армстронга)        | 2013           | The Great Gatsby                                      | Лана Дель Рей Ваутер Де Баккер Рик Ноуэлс Грэйг Армстронг                                                           | [ 38 ]               |
| «Mariners Apartment Complex»                                            | 2018           | Norman Fucking Rockwell!                              | Лана Дель Рей Джек Антонофф                                                                                         | [ 46 ] [ 47 ]        |
| «Mermaid Motel»                                                         | 2010           | Lana Del Ray                                          | Элизабет Грант | [ 3 ]                |
| «Million Dollars Man»                                                   | 2012           | Born to Die                                           | Лана Дель Рей Крис Брайд                                                                                            | [ 18 ]               |
| «Money Power Glory»                                                     | 2014           | Ultraviolence                                         | Лана Дель Рей Грег Кёрстин                                                                                          | [ 15 ]               |
| «Music to Watch Boys To»                                                | 2015           | Honeymoon                                             | Лана Дель Рей Рик Ноуэлс                                                                                            | [ 11 ]               |
| «National Anthem»                                                       | 2012           | Born to Die                                           | Лана Дель Рей Джастин Паркер The Nexus                                                                              | [ 18 ] [ 48 ]        |
| «Norman Fucking Rockwell»                                               | 2019           | Norman Fucking Rockwell!                              | Лана Дель Рей |                      |
| «Off to the Races»                                                      | 2012           | Born to Die                                           | Лана Дель Рей Тим Ларкомбе                                                                                          | [ 17 ] [ 18 ] [ 49 ] |
| «Oh Say Can You See»                                                    | 2010           | Lana Del Ray                                          | Элизабет Грант | [ 3 ]                |
| «Old Money»                                                             | 2014           | Ultraviolence                                         | Лана Дель Рей Дэн Хит Робби Фитджимонс                                                                              | [ 15 ]               |
| «Pawn Shop Blues»                                                       | 2010           | Lana Del Ray                                          | Элизабет Грант | [ 3 ]                |
| «Pretty When You Cry»                                                   | 2014           | Ultraviolence                                         | Лана Дель Рей Блейк Стрентен                                                                                        | [ 15 ]               |
| «Prisoner» (при участии The Weeknd)                                     | 2015           | Beauty Behind the Madness (альбом The Weeknd)         | Лана Дель Рей Эйбэл Тесфайе Джайсон Кюнивайлли                                                                      | [ 50 ]               |
| «Put Me in a Movie»                                                     | 2010           | Lana Del Ray                                          | Элизабет Грант Дэвид Кан                                                                                            | [ 3 ]                |
| «Queen of the Gas Station»                                              | 2010           | Lana Del Ray                                          | Элизабет Грант Дэвид Кан                                                                                            | [ 3 ]                |
| «Radio»                                                                 | 2012           | Born to Die                                           | Лана Дель Рей Джастин Паркер                                                                                        | [ 18 ]               |
| «Raise Me Up (Mississippi South)»                                       | 2010           | Lana Del Ray                                          | Элизабет Грант | [ 3 ]                |
| «Religion»                                                              | 2015           | Honeymoon                                             | Лана Дель Рей Рик Ноуэлс                                                                                            | [ 11 ]               |
| «Ride»                                                                  | 2012           | Paradise                                              | Лана Дель Рей Джастин Паркер                                                                                        | [ 12 ] [ 51 ]        |
| «Sad Girl»                                                              | 2014           | Ultraviolence                                         | Лана Дель Рей Рик Ноуэлс                                                                                            | [ 15 ]               |
| «Salvatore»                                                             | 2015           | Honeymoon                                             | Лана Дель Рей Рик Ноуэлс                                                                                            | [ 11 ]               |
| «Shades of Cool»                                                        | 2015           | Ultraviolence                                         | Лана Дель Рей Рик Ноуэлс                                                                                            | [ 15 ] [ 52 ]        |
| «Smarty»                                                                | 2010           | Lana Del Ray                                          | Элизабет Грант Дэвид Кан                                                                                            | [ 3 ]                |
| «Stargirl Interlude» (при участии The Weeknd)                           | 2016           | Starboy (альбом The Weeknd)                           | Лана Дель Рей Эйбэл Тесфайе Док МакКинни Labrinth                                                                   | [ 53 ]               |
| «Summer Bummer» (при участии ASAP Rocky и Playboi Carti)                | 2017           | Lust for Life                                         | Лана Дель Рей Раким Майерс Джаахан Свитт Джордан Картер Мэтью Самуэльс Тайлер Уильямс Эндрю Джозеф Грэдвохл-младший | [ 9 ] [ 54 ] [ 55 ]  |
| «Summertime Sadness»                                                    | 2012           | Born to Die                                           | Лана Дель Рей Рик Ноуэлс                                                                                            | [ 18 ] [ 56 ]        |
| «Swan Song»                                                             | 2015           | Honeymoon                                             | Лана Дель Рей Рик Ноуэлс                                                                                            | [ 11 ]               |
| «Terrence Loves You»                                                    | 2015           | Honeymoon                                             | Лана Дель Рей Рик Ноуэлс                                                                                            | [ 11 ] [ 57 ]        |
| «This Is What Makes Us Girls»                                           | 2012           | Born to Die                                           | Лана Дель Рей Тим Ларкомбе Джим Ирвин                                                                               | [ 18 ]               |
| «Tomorrow Never Came» (при участии Шон Оно Леннон)                      | 2017           | Lust for Life                                         | Лана Дель Рей Шон Оно Леннон Рик Ноуэлс                                                                             | [ 9 ]                |
| «Two Minutes to Four and Reunited» (при участии Грэйга Армстронга)      | 2013           | The Great Gatsby                                      | Грэйг Армстронг | [ 38 ]               |
| «Ultraviolence»                                                         | 2014           | Ultraviolence                                         | Лана Дель Рей Дэн Хит                                                                                               | [ 15 ] [ 58 ]        |
| «Venice Bitch»                                                          | 2018           | Norman Fucking Rockwell!                              | Лана Дель Рей Джек Антонофф                                                                                         | [ 47 ] [ 59 ]        |
| «Video Games»                                                           | 2011           | Born to Die                                           | Лана Дель Рей Джастин Паркер                                                                                        | [ 17 ] [ 18 ] [ 60 ] |
| «Wait for Life» (при участии Эмиля Хейни)                               | 2015           | We Fall (альбом Эмиля Хейни)                          | Лана Дель Рей Эмиль Хейни Томас Бартлетт                                                                            | [ 61 ]               |
| «West Coast»                                                            | 2014           | Ultraviolence                                         | Лана Дель Рей Рик Ноуэлс                                                                                            | [ 15 ] [ 62 ]        |
| «When the World Was at War We Kept Dancing»                             | 2017           | Lust for Life                                         | Лана Дель Рей Рик Ноуэлс Дин Рид                                                                                    | [ 9 ]                |
| «White Mustang»                                                         | 2017           | Lust for Life                                         | Лана Дель Рей Рик Ноуэлс                                                                                            | [ 9 ]                |
| «Without You»                                                           | 2012           | Born to Die                                           | Лана Дель Рей Саша Скарбек                                                                                          | [ 18 ]               |
| «Woman» (при участии Cat Power)                                         | 2018           | Wanderer (альбом Cat Power)                           | Шарлин Маршалл | [ 63 ] [ 64 ]        |
| «Yayo»                                                                  | 2008 2010 2012 | Kill Kill Lana Del Ray Paradise                       | Элизабет Грант | [ 2 ] [ 3 ] [ 12 ]   |
| «Young and Beautiful»                                                   | 2013           | The Great Gatsby: Music from Baz Luhrmann's Film      | Лана Дель Рей Рик Ноуэлс                                                                                            | [ 65 ] [ 66 ]        |

### Кавер-версии
Дель Рей также записала несколько кавер-версий. В 2012 году, будучи уже всемирно известной после выпуска Born to Die, исполнительница перепела песню «Big Spender» — композицию британской певицы Ширли Бэсси. Трек вошёл на альбом Smiller All I Know. В следующем году Дель Рей записала два кавера: на песни Леонарда Коэна — «Chelsea Hotel #2», также выпустив музыкальное видео на неё, и Нэнси Синатры — «Summer Wine». Обе песни не вошли на какие-либо релизы. В начале 2014 года исполнительница записала кавер на «Once Upon a Dream» для кинофильма «Малефисента». За период с 2014 по 2015 годы Дель Рей дважды исполнила каверы песен американской певицы Нины Симон — «The Other Woman» (для Ultraviolence) и «Don't Let Me Be Misunderstood», которая в результате попала на Honeymoon. В марте 2018 года в составе сборника Unmasked: The Platinum Collection была выпущена песня «You Must Love Me» в исполнении Дель Рей.
Студийные альбомы выделены синим цветом. Саундтреки и сборники выделены зелёным цветом.
| Песня                                             | Год  | Релиз                                                            | Автор(ы)                                    | Ориг.                    | П             |
| ------------------------------------------------- | ---- | ---------------------------------------------------------------- | ------------------------------------------- | ------------------------ | ------------- |
| «Chelsea Hotel #2»                                | 2013 | —                                                                | Леонард Коэн                                | Леонард Коэн             | [ 68 ]        |
| «Don't Let Me Be Misunderstood»                   | 2015 | Honeymoon                                                        | Бенни Бенджамин Глория Колдвилл Соул Маркус | Нина Симон               | [ 11 ]        |
| «Once Upon a Dream»                               | 2014 | Maleficant                                                       | Джейк Лоуренс                               | Мэри Коста               | [ 70 ] [ 71 ] |
| «The Other Woman»                                 | 2014 | Ultraviolence                                                    | Джесси Мэй Робинсон                         | Нина Симон               | [ 15 ]        |
| «Spender»                                         | 2012 | All I Know                                                       | Ширли Бэсси                                 | Ширли Бэсси              | [ 67 ]        |
| «Summer Wine» (при участии Барри Джеймса О’Нилла) | 2013 | —                                                                | Ли Хезлвуд                                  | Нэнси Синатра Ли Хезлвуд | [ 69 ]        |
| «You Must Love Me»                                | 2018 | Unmasked: The Platinum Collection (сборник Эндрю Ллойда Уэббера) | Тим Райс Эндрю Ллойд Уэббер                 | Мадонна                  | [ 72 ] [ 73 ] |

## Статистика
| По авторству        | По авторству |
| ------------------- | ------------ |
| Лана Дель Рей       | 71 песня     |
| Рик Ноуэлс          | 26 песен     |
| Джастин Паркер      | 7 песен      |
| Дэн Хит             | 6 песен      |
| Эмиль Хейни         | 5 песен      |
| Дэн Ауэрбах         | 5 песен      |
| Дэвид Кан           | 4 песни      |
| Эйбэл Тесфайе       | 4 песни      |
| Тим Ларкомбе        | 3 песни      |
| Грэйг Армстронг     | 3 песни      |
| Блейк Стрентен      | 2 песни      |
| Грег Кёрстин        | 1 песня      |
| Саша Скарбек        | 1 песня      |
| Томас Бартлетт      | 1 песня      |
| Джим Ирвин          | 1 песня      |
| Крис Брайд          | 1 песня      |
| The Nexus           | 1 песня      |
| Ханна Робинсон      | 1 песня      |
| Лиам Хоу            | 1 песня      |
| Хармони Корин       | 1 песня      |
| Кайрон Мэнзиес      | 1 песня      |
| Лии Морис           | 1 песня      |
| Бирни Вейн          | 1 песня      |
| Барри Джеймс О’Нилл | 1 песня      |
| Бенни Бланко        | 1 песня      |
| Макс Мартин         | 1 песня      |
| Кавер-версии        | 6 песни      |

| По альбомам   | По альбомам |
| ------------- | ----------- |
| Lust for Life | 16 песен    |
| Ultraviolence | 16 песен    |
| Born to Die   | 15 песен    |
| Honeymoon     | 14 песен    |
| Lana Del Ray  | 13 песен    |
| Paradise      | 9 песен     |
| Lana Del Rey  | 4 песни     |
| Tropico       | 4 песни     |
| Kill Kill     | 3 песни     |
| Другое        | 8 песен     |
| Промо         | 8 песен     |